# Map of the Soul: Persona
| Совокупная оценка    | Совокупная оценка |
| Источник             | Оценка            |
| -------------------- | ----------------- |
| Metacritic           | 76/100            |
| Оценки критиков      |                   |
| Источник             | Оценка            |
| AllMusic             | [ 2 ]             |
| NME                  | [ 3 ]             |
| The Guardian         | [ 4 ]             |
| The Independent      | [ 5 ]             |
| The Line of Best Fit | 9.5/10            |
| Variety              | favorable         |

Map of the Soul: Persona — шестой мини-альбом южнокорейского бой-бэнда BTS. Был выпущен 12 апреля 2019 года лейблом Big Hit Entertainment. Релиз стал первым альбомом группы с момента выхода сборника в августе 2018 года, и также вышел в преддверии стадионного тура, стартовавшего в мае.

## Предпосылки и релиз
Впервые вступительное видео, презентующее название грядущего альбома, было показано во время выступления BTS на Mnet Asian Music Awards в Гонконге в декабре 2018 года. Анонс релиза состоялся в полночь 12 марта 2019 года, и было объявлено название — Map of the Soul: Persona. Альбом ознаменует начало новой серии в карьере группы, подобно The Most Beautiful Moment in Life (2015—2016) и Love Yourself (2017—2018).
27 марта был представлен камбэк-трейлер «Persona», исполненный АрЭмом. Редактор популярного портала Refinery29, Натали Морин описала композицию как «яркую, динамичную песню» и «указывающую на темы взросления и самоопределения группы». 1 апреля BTS представили сразу две версии концепт-фото: первая версия показывала участников, играющих в фото будке; вторая раскрывала стороны личности каждого из них. 3 апреля были представлены третья и четвёртая версии концепт-фото: третья запечатлела участников с розами; четвёртая оформлена в элегантном стиле — участники одеты в костюмы, носят украшения и играются с виноградом или клубникой.
В полночь 8 апреля был представлен тизер видеоклипа «작은 것들을 위한 시 (Boy With Luv)», снятый при участии американской исполнительницы Холзи 12 апреля в 18:00 по корейскому времени BTS провели специальную трансляцию в V Live, приуроченную к камбэку.

## Промоушен
13 апреля, на следующий день после выхода альбома BTS выступили на популярном американском скетч-шоу Saturday Night Live.

## Коммерческий успех
Предзаказ альбома был открыт на следующий день после его анонса, 13 марта, и за первые пять дней составил более 2,6 миллиона копий. Таким образом, BTS побили свой собственный рекорд по предзаказам и обновили его среди всех корейских артистов. 11 апреля, за день до официального выхода альбома было объявлено, что предзаказы составили более 3 миллионов копий.
Сингл «작은 것들을 위한 시 (Boy With Luv)» получил статус «Realtime All-Kill», став № 1 во всех южнокорейских чартах реального времени. Оставшиеся композиции с альбома оккупировали топ-10 чарта MelOn.
Map of the Soul: Persona стал № 1 в более 80 странах мира, а сам сингл возглавил iTunes более 60 стран.

## Трек-лист
Информация взята из физической версии альбома.
| №                   | Название                                                 | Автор(ы)                                                                    | Дополнительные продюсеры                                           | Длительность |
| ------------------- | -------------------------------------------------------- | --------------------------------------------------------------------------- | ------------------------------------------------------------------ | ------------ |
| 1.                  | «Intro: Persona»                                         | Pdogg, АрЭм                                                                 | Hiss noise                                                         | 2:54         |
| 2.                  | «Boy with Luv» (작은 것들을 위한 시) (совместно с Холзи) | Pdogg, "hitman" Bang, Холзи                                                 | Микаэл Шульц, Эмили Вэйсбенд                                       | 3:49         |
| 3.                  | «Mikrokosmos» (소우주)                                   | ARCΛDES                                                                     | Маркус МакКоан, Райан Лори, Камиллиа Энн Стюарт, “DJ Swivel” Young | 3:46         |
| 4.                  | «Make It Right»                                          | Фред Гибсон, Эд Ширан                                                       | Бенджи Гибсон, Джо Хилл                                            | 3:42         |
| 5.                  | «Home»                                                   | Pdogg, Бобби Чанг (Autumn Vacation), Сон Чжэ Кён, ADORA                     | Лорен Дайсон, Tushar Apte, Криста Янгс, Джулиа Росс                | 4:00         |
| 6.                  | «Jamais Vu» (Чин, Джей-Хоуп и Джонгук)                   | ARCΛDES, Bad Milk (Оуэн Робертс), Маркус МакКоан, RM, j-hope, «hitman» bang | Джеймс Рейнольдс, Stewart                                          | 3:46         |
| 7.                  | «Dionysus»                                               | Pdogg, Supreme Boi                                                          | Роман Камполо                                                      | 4:08         |
| Общая длительность: | Общая длительность:                                      | Общая длительность:                                                         | Общая длительность:                                                | 26:05        |

## Чарты
| Чарты (2019—2020)                     | Высшая позиция |
| ------------------------------------- | -------------- |
| Argentine Albums (CAPIF)              | 1              |
| Австралия (ARIA)                      | 1              |
| Австрия (Ö3 Austria)                  | 4              |
| Бельгия/Фландрия (Ultratop)           | 3              |
| Бельгия/Валлония (Ultratop)           | 16             |
| Канада (Canadian Albums Chart)        | 1              |
| Чехия (ČNS IFPI)                      | 2              |
| Дания (Hitlisten)                     | 5              |
| Нидерланды (Album Top 100)            | 2              |
| Estonian Albums (Eesti Ekspress)      | 2              |
| Финляндия (Suomen virallinen lista)   | 3              |
| Франция (SNEP)                        | 5              |
| Германия (Offizielle Top 100)         | 3              |
| Венгрия (MAHASZ)                      | 7              |
| Ирландия (IRMA)                       | 6              |
| Италия (Classifica album)             | 5              |
| Япония (Oricon)                       | 2              |
| Japanese Hot Albums (Billboard Japan) | 2              |
| Latvian Albums (LAIPA)                | 2              |
| Lithuanian Albums (AGATA)             | 1              |
| Mexican Albums (AMPROFON)             | 48             |
| Новая Зеландия (RMNZ)                 | 1              |
| Норвегия (VG-lista)                   | 3              |
| Польша (ZPAV)                         | 2              |
| Шотландия (Scottish Albums Chart)     | 1              |
| Slovak Albums (ČNS IFPI)              | 6              |
| South Korean Albums (Gaon)            | 1              |
| Испания (PROMUSICAE)                  | 3              |
| Швеция (Sverigetopplistan)            | 2              |
| Швейцария (Schweizer Hitparade)       | 3              |
| Великобритания (UK Albums Chart)      | 1              |
| UK Independent Albums (OCC)           | 1              |
| США (Billboard 200)                   | 1              |
| США (Billboard Independent Albums)    | 1              |
| США (Billboard Top Tastemaker Albums) | 1              |
| США (Billboard World Albums)          | 1              |

| Чарты (2019)                       | Позиция |
| ---------------------------------- | ------- |
| Australian Albums (ARIA)           | 32      |
| Austrian Albums (Ö3 Austria)       | 59      |
| Belgian Albums (Ultratop Flanders) | 36      |
| Belgian Albums (Ultratop Wallonia) | 109     |
| Dutch Albums (Album Top 100)       | 63      |
| French Albums (SNEP)               | 73      |
| German Albums (Offizielle Top 100) | 42      |
| Italian Albums (FIMI)              | 97      |
| Japanese Albums (Billboard Japan)  | 21      |
| Japanese Albums (Oricon)           | 5       |
| Latvian Albums (LAIPA)             | 50      |
| New Zealand Albums (RMNZ)          | 35      |
| South Korean Albums (Gaon)         | 1       |
| Swiss Albums (Schweizer Hitparade) | 44      |
| UK Albums (OCC)                    | 66      |
| US Billboard 200                   | 51      |
| US Independent Albums (Billboard)  | 1       |
| US World Albums (Billboard)        | 1       |

## Сертификации и продажи
| Регион                                                                      | Сертификация  | Продажи   |
| --------------------------------------------------------------------------- | ------------- | --------- |
| Бельгия (BEA)                                                               | Золотой       | 10 000    |
| Китай                                                                       | —             | 546,165   |
| Франция (SNEP)                                                              | Золотой       | 50 000    |
| Венгрия (Mahasz)                                                            | Золотой       | 2000      |
| Италия (FIMI)                                                               | Золотой       | 25 000    |
| Япония (RIAJ)                                                               | Золотой       | 353,847   |
| Польша (ZPAV)                                                               | Платиновый    | 20 000    |
| Республика Корея (KMCA)                                                     | 4× Миллионный | 4,021,771 |
| Испания (PROMUSICAE)                                                        | Золотой       | 20 000    |
| Великобритания (BPI)                                                        | Золотой       | 100 000   |
| США (RIAA)                                                                  | Золотой       | 500 000   |
| Данные о продажах + прослушиваниях приведены только на основе сертификации. |               |           |